# Liste der Chefs der Niederösterreichischen Landesregierung
Die Chefs der Niederösterreichischen Landesregierung hießen Oberster Hauptmann, Statthalter und Landespräsident, seit 1918 Landeshauptmann.

## Geschichte
Der Kern der Landesverwaltung war die Landesregierung, deren Name wie Funktion sich im Laufe der Jahrhunderte vielfach veränderte. Eine erste Landesregierung wurde für das damalige Erzherzogtum Österreich unter der Enns von Maximilian I. im Jahr 1493 provisorisch und 1501 endgültig geschaffen. Es war dies eine Mittelinstanz zwischen den Hofbehörden, die bis 1806 auch für alle habsburgischen Erbländer zuständig waren, und den landesfürstlichen Dienststellen. Der Chef dieser zunächst Regiment genannten Institution war sowohl den Fürsten als auch den Landständen, aus deren Reihen er kam, zu Treue und Gehorsam verpflichtet. Der Sitz dieser Behörde, welche sowohl für Verwaltungs- wie Justizaufgaben zuständig war, befand sich zunächst in Linz, seit 1510 in Wien, seit 1521 in Graz und seit 1523 wieder in Wien.
1749 wurde die Regiment genannte Verwaltungs- und Justizbehörde in Niederösterreichische Regierung in publicis und 1750 in Niederösterreichische Repräsentation und Kammer umbenannt, wobei ihr Aufgaben der Justiz entzogen wurden. 1759 wurde die Behörde als Niederösterreichische Regierung wieder mit den Justizangelegenheiten betraut, welche ihr aber 1782 neuerlich entzogen wurden. 1849 wurde die Institution, nunmehr eine vom Kaiser ernannte Regierungsbehörde, in Statthalterei umbenannt. 1861 wurden gewisse Agenden der Statthalterei an den Niederösterreichischen Landtag übertragen.
1918 wurden die Agenden der Statthalterei von der Niederösterreichischen Landesregierung übernommen (unterbrochen durch eine eigene nationalsozialistische Regelung 1939 bis 1945), welche ihren Sitz 1997 nach Sankt Pölten verlegte. Der Landeshauptmann wird seither von dem demokratisch gewählten Landtag gewählt, ausgenommen die Zeit des autoritären Christlichsozialen Ständestaats (1934 bis 1938 vom Bundespräsidenten ernannt) und des Nationalsozialismus (1939 bis 1945 vom Führer und Reichskanzler des Dritten Reichs ernannt).
Siehe auch Liste der Landmarschälle und Stellvertreter von Niederösterreich (die Chefs der Landstände bzw. des Landtages)

## Chefs der niederösterreichischen Landesregierung

### Oberste Hauptmänner des Erzherzogtums Österreich unter der Enns (um 1500 bis 1521)
- Wolfgang Freiherr von Polheim (1458–1512) 1501–1512
- Georg von Rottal zu Thalberg (siehe Rottal) (?–1525) 1513–1521; außerdem 1523 bis 1525 Präsident der Niederösterreichischen Kammer

### Statthalter des Erzherzogtums Österreich unter der Enns (1521 bis 1749)
- Pietro Bonomo, Bischof von Triest (d. i. Giovanni Antonio Bonomo; 1458–1546) 1521–1523
- Sigismund Freiherr von Dietrichstein (1484–1533) 1523–1524
- Leonhard von Harrach zu Rohrau (1481–1527) 1524–1525
- Cyriak Freiherr von Polheim und Wartenburg (1495–1533) 1526–1527
- Georg Freiherr von Puchheim zu Raabs und Krumbach (?–1531) 1528–1531
- Christoph von Rauber (seit 1533: Fürst) (1466–1536) 1532–1536
- Trojan von Auersperg (1495–1541) 1537–1541
- Hans (III.) Ungnad Freiherr von Sonneck (1493–1564) 1542–1544
- Christoph von Eyczing (1501–1563) 1544–1551, außerdem 1542 bis 1544 Landmarschall der Niederösterreichischen Landstände
- Gabriel Ritter von Kreuzer (?–1565) 1552–1564
- Joachim Freiherr von Schönkirchen (1517–1572) 1565–1572, außerdem 1560 bis 1563 Landmarschall der Niederösterreichischen Landstände
- Oswald Philipp von Eyczing (1512–1587) 1572–1587
- Seifried Freiherr von Breuner (1538–1594) 1587–1591
- Ruprecht Freiherr von Stotzingen (um 1542–1600) 22. Juni 1592–1600
- Wolfgang Freiherr von Hofkirchen (1555–1611) 1600–1601
- Ernst Mollard Freiherr von Reinegg und Drosendorf (vor 1576–1621) 1601–1608
- Paul Sixtus Trautson Graf zu Falkenstein (1548–1621) 1608–1621
- Leonhard Helfried Graf von Meggau, Freiherr von Creuzen (1577–1644) 1621–1626
- Seifried Christoph Breuner Freiherr von Stübing, Fladnitz und Rabenstein (1569–1651) 1626–1640, außerdem 1600 bis 1609 Präsident der Niederösterreichischen Kammer und 1620 bis 1626 Landmarschall der Niederösterreichischen Landstände
- Georg Freiherr von Teufel auf Gundersdorf, Eckartsau und Esslingen (um 1580–1642) 1640–1642
- Johann Franz Trautson Graf zu Falkenstein (1609–1663) 1642–1663, außerdem 1637 bis 1642 Landmarschall der Niederösterreichischen Landstände
- Konrad Balthasar von Starhemberg (1612–1687, seit 1643: Graf) 1663–1687
- Johann Quintin Freiherr von Jörger (1624–1705, seit 1658: Graf) 1687–1705
- Ferdinand Karl Graf und Herr von Weltz, Freiherr von Ebenstein und Spiegelfeld (1653–1711) 1705–1711
- Sigismund Friedrich Graf von Khevenhüller (1666–1742, seit 1725: Reichsgraf) 1711–1742
- Leopold Johann Victorin Wilhelm Graf von Windisch-Graetz (1686–1746) 1742–1746
- Johann Ferdinand Graf von Kuefstein (1686–1755) 1747–1749

### Präsidenten des Erzherzogtums Österreich unter der Enns (1749 bis 1758)
- Adam Philipp Losy Graf von Losymthal (?–1781) 1749–1750
- Philipp Joseph Graf von Orsini-Rosenberg (1691–1765) 1750–1753
- Heinrich Wilhelm Freiherr von Haugwitz (1711–1758) 1753–1758

### Statthalter des Erzherzogtums Österreich unter der Enns (1759 bis 1782)
- Franz Ferdinand Graf von Schrattenbach (1707–1785) 1759–1770
- Christian August Graf von Seilern-Aspang (1717–1801) 1770–1779
- Joseph Johann Nepomuk Graf von Herberstein (1725–1809) 1779–1782

### Präsidenten des Erzherzogtums Österreich unter der Enns (1782 bis 1809)
- Johann Anton Graf von Pergen (1725–1814) 1782–1790, außerdem 1775 bis 1790 Landmarschall der Niederösterreichischen Landstände
- Wenzel Graf Sauer von und zu Ankenstein (1742–1799) 1791–1795
- Franz Josef Graf von Saurau (1760–1832) 1795–1797, außerdem 1803 bis 1805 Landmarschall der Niederösterreichischen Landstände
- Jakob Reichsfreiherr von Wöber zu Hagenberg 1797–1802
- Joseph Thaddäus Vogt Freiherr von Sumerau (1749–1817) 1802–1804
- Joseph Karl Graf von Dietrichstein (1763–1825) 1804–1805, außerdem 1811 bis 1825 Landmarschall der Niederösterreichischen Landstände
- Ignaz Karl Graf von Chorinsky, Freiherr von Ledske (1770–1823) 1805–1807
- Ferdinand Graf von Bissingen und Nippenburg (1749–1831) 1807–1809

### Statthalter des Erzherzogtums Österreich unter der Enns (1809 bis 1918)
- Franz Josef Graf von Saurau (1760–1832) 1809–1814, außerdem 1803 bis 1805 Landmarschall der Niederösterreichischen Landstände
- Ignaz Karl Graf von Chorinsky, Freiherr von Ledske (1770–1823) 1815–1816
- Augustin Freiherr Reichmann von Hochkirchen (1755–1828, bis 1817: Augustin Reichmann) 1817–1828
- Alois Graf von Ugarte (1784–1845) 1828–1829
- Franz Graf von Klebelsberg, Freiherr zu Thumburg (1774–1857) 1829–1830
- Johann Adam Freiherr Talatzko von Gestieticz (1778–1858, bis 1834: Johann Adam Talatzko) 1830–1848
- Anton Raimund Graf von Lamberg (1795–1869) 1848–1848
- Joseph Wilhelm von Eminger (1801–1858, seit 1856: Freiherr von) 1849–1858
- Karl Johann Joseph Prinz von Lobkowitz (1814–1879) 1858–1860
- Anton Halbhuber Freiherr von Festwill (1809–1886, seit 1854 Freiherr) 1860–1862
- Gustav Ignaz Graf von Chorinsky, Freiherr von Ledske (1806–1873) 1862–1868
- Philipp Weber von Ebenhof (1818–1900, seit 1853: Ritter, seit 1880 Freiherr) 1868–1872
- Sigmund Conrad von Eybesfeld (1821–1898, seit 1854: Edler. seit 1870 Freiherr) 1872–1880
- Ludwig Freiherr Possinger (1823–1899, seit 1860: Ritter, seit 1870 Freiherr von Choborski) 1880–1889
- Erich Graf von Kielmansegg (1847–1923) 1889–1895
- Friedrich Freiherr Bourguignon von Baumberg (1846–1907) 1895–1895
- Erich Graf von Kielmansegg (1847–1923) 1895–1911
- Richard Graf von Bienerth-Schmerling (1863–1918, Ritter von, ab 1868: Freiherr, ab 1915: Graf) 1911–1915
- Oktavian Freiherr Regner von Bleyleben (1866–1945, 1911–1919: Freiherr von Bleyleben, seit 1919: Oktavian Regner-Bleyleben) 1915–1918

### Landeshauptmänner des Bundeslandes Niederösterreich (1918 bis 1939)
- Leopold Steiner (1857–1927) 1918–1919; Christlichsoziale Partei
- Albert Ferdinand Sever (1867–1942) 1919–1920; Sozialdemokratische Arbeiterpartei
- Johann Mayer (1858–1941) 1920–1922; Christlichsoziale Partei
- Karl Buresch (1878–1936) 1922–1931; Christlichsoziale Partei
- Josef Reither (1880–1950) 1931–1932; Christlichsoziale Partei
- Karl Buresch (1878–1936) 1932–1933; Christlichsoziale Partei
- Josef Reither (1880–1950) 1933–1934; Vaterländische Front
- Eduard Baar-Baarenfels (1885–1967) 1934–1935; Vaterländische Front
- Josef Reither (1880–1950) 1935–1938; Vaterländische Front
- Roman Jäger (1909–1943) 1938; Nationalsozialistische Deutsche Arbeiterpartei
- Hugo Jury (1887–1945) 1938–1939; Nationalsozialistische Deutsche Arbeiterpartei

### Gauleiter des Reichsgaus Niederdonau (1939 bis 1945)
- Hugo Jury (1887–1945) 1939–1945; Nationalsozialistische Deutsche Arbeiterpartei

### Landeshauptleute des Bundeslandes Niederösterreich (1945 bis heute)
- Leopold Figl (1902–1965) 1945–1945; Österreichische Volkspartei
- Josef Reither (1880–1950) 1945–1949; Österreichische Volkspartei
- Johann Steinböck (1894–1962) 1949–1962; Österreichische Volkspartei
- Leopold Figl (1902–1965) 1962–1965; Österreichische Volkspartei
- Eduard Hartmann (1904–1966) 1965–1966; Österreichische Volkspartei
- Andreas Maurer (1919–2010) 1966–1981; Österreichische Volkspartei
- Siegfried Ludwig (1926–2013) 1981–1992; Österreichische Volkspartei
- Erwin Pröll (geb. 1946) 1992–2017; Österreichische Volkspartei
- Johanna Mikl-Leitner (geb. 1964), seit 2017; Österreichische Volkspartei